# Messerschmitt Me 609
Messerschmitt Me 609 (také Me 309 Zwilling) byl německý projekt vzniklý za druhé světové války, kdy byly spojeny dva trupy prototypu stíhačky Me 309, čímž vznikl těžký stíhač.
Projekt byl zahájen v reakci na požadavek říšského ministerstva letectví z roku 1941 na vytvoření nového stíhacího letounu (typu Zerstörer). Tento nový letoun měl nahradit Messerschmitt Bf 110 a to v co nejkratším čase a za použití minimalního množství nových dílů. Odpovědí společnosti Messerschmitt byl koncept Me 609, který měl jako základ nové stíhačky využít neúspěšný projekt Me 309.
Letoun byl určen pro jednoho pilota. Dlouhý byl 9,72 metru, rozpětí křídel pak 15,75 m. Pohon zajišťovaly dva motory Daimler-Benz DB 603. Hmotnost stroje dosahovala (plně naložený) 6 534 kg. Maximální rychlost stoje byla 760 km/h.